# Henna Johansson
Pour les articles homonymes, voir Johansson.
Henna Katarina Johansson est une lutteuse suédoise née le 1er mai 1991 à Gällivare.

## Palmarès

### Championnats du monde
- Médaille de bronze en lutte libre dans la catégorie des moins de 63 kg en 2010

### Championnats d'Europe
- Médaille d'or en lutte libre dans la catégorie des moins de 67 kg en 2012 à Belgrade, (Serbie)
- Médaille de bronze en lutte libre dans la catégorie des moins de 63 kg en 2009